# Индонезийско-танзанийские отношения
Индонезийско-танзанийские отношения — настоящие и исторические международные дипломатические, политические, экономические, военные, культурные и прочие отношения между Индонезией и Танзанией.
Индонезия и Танзания установили дипломатические отношения в 1964 году. Отношения между странами в основном развиваются в сельскохозяйственном секторе, в частности, Индонезия обеспечивает обучение танзанийских фермеров. В 2011 году обе страны учредили Совместный комитет сельскохозяйственного сотрудничества Индонезии и Танзании (JACC) для улучшения сотрудничества в сельскохозяйственном секторе, такого как наращивание потенциала посредством обучения, совместных исследований и расширения доступа к рынкам сельскохозяйственной продукции. У Индонезии есть посольство в Дар-эс-Саламе. У Танзании есть посол-нерезидент в Куала-Лумпуре, Малайзия. С 2023 года открыто посольство Танзании в Джакарте. Обе страны являются членами международных организаций, таких как Всемирная торговая организация (ВТО), Группа 77 и Движение неприсоединения.

## История
Двусторонние отношения между Индонезией и Танзанией были установлены в 1964 году. В апреле 2005 года вице-президент Танзании доктор Али Мохамед Шейн посетил Индонезию, чтобы отметить 50-летие Азиатско-африканской конференции в Бандунге. Министр сельского хозяйства Индонезии Антон Априантоно посетил Танзанию в апреле 2007 года, а в сентябре 2007 года его коллега ответил взаимным визитом. Министр сельского хозяйства Танзании посетил Индонезию, которая также подписала Меморандум о взаимопонимании о создании JACC (Объединённого комитета по сельскохозяйственному сотрудничеству).
С 2023 года в Джакарте официально открыта новая канцелярия посольства Танзании. Здание было построено в 2022 году и официально открыто в 2023 году Ретно Марсуди и министром иностранных дел Танзании доктором Стергоменой Такс. Президенты Индонезии Сухарто и Джоко Видодо посетили Танзанию в 1991 и 2023 годах соответственно.

## Торговля
Правительство Индонезии выразило заинтересованность в заключении преференциального торгового соглашения между двумя странами. В 2022 году экспорт Индонезии в Танзанию составил 74 миллиона долларов США, в основном это пальмовое масло и его производные, а экспорт Танзании в Индонезию составил 28 миллионов долларов США, в основном гвоздика, какао-бобы и табак. 

## Сельское хозяйство
В отношениях между двумя странами основное внимание уделяется сельскохозяйственному сектору. В 1996 году Индонезия создала Учебный центр фермерского сельского хозяйства и сельской местности (FARTC) в Мкиндо, Морогоро, Танзания, где индонезийские специалисты по сельскому хозяйству проводят обучение танзанийских фермеров. Однако из-за мер жёсткой экономии программа была прекращена в 2004 году. В 2007 году министр сельского хозяйства Танзании посетил своего коллегу в Индонезии с просьбой возобновить программу FARTC. В марте 2011 года правительство Индонезии возобновило деятельность FARTC. Для Индонезии эта сельскохозяйственная помощь Танзании была вдохновлена сотрудничеством Юг-Юг и солидарностью Движения неприсоединения, которые способствуют коллективной самообеспеченности, особенно в области продовольственной безопасности.